# Finding Vivian Maier
Finding Vivian Maier (no Brasil, A Fotografia Oculta de Vivian Maier) é um filme-documentário estadunidense de 2013 dirigido e escrito por John Maloof e Charlie Siskel. A obra, que segue a vida e carreira da fotógrafa Vivian Maier, foi indicada ao Oscar de melhor documentário de longa-metragem na edição de 2015.

## Elenco
- John Maloof
- Phil Donahue
- Mary Ellen Mark
- Joel Meyerowitz
- Tim Roth

## Prêmios e indicações
- Indicado: Oscar de melhor documentário de longa-metragem (2015)